# Citrato di magnesio
Il citrato di magnesio è un preparato a base di magnesio, il quale forma un sale con l'acido citrico in rapporto 1:1 (1 ione di magnesio per ogni ione di citrato). Il nome è ambiguo e può a volte riferirsi a sali che hanno un rapporto diverso, come il citrato di trimagnesio (che in realtà ha proporzioni 3:2).
Questo composto chimico è usato in medicina come lassativo salino e per favorire una completa pulizia intestinale soprattutto prima di un intervento chirurgico o di esami diagnostici invasivi, come la colonscopia. Si trova anche in pillole da utilizzare come integratore alimentare. Questi medicinali contengono l'11,23% in peso di magnesio.
Il citrato di magnesio è solubile in acqua ma un po' meno alcalino e con meno Mg rispetto ad altri sali quali il citrato di trimagnesio.
In veste di additivo alimentare, il citrato di magnesio serve per regolare l'acidità e la sua sigla è E345.

## Effetti collaterali
Non rappresenta un rischio per la salute, sebbene in casi di sovradosaggio, specie se l'assunzione non è stata concordata con il medico, si possono riscontrare danni ai reni, abbassamento di pressione e sonnolenza. Soltanto in casi di assunzioni oltre ogni limite si può rischiare di andare in coma.